# Logogram
Et logogram, eller logograf, er et enkelt skrifttegn som repræsenterer et ord eller et morfem (en enhed med betydning i et sprog). Dette står i kontrast til andre skriftsystemer, for eksempel alfabeter og abjader, hvor hvert symbol (hvert bogstav) først og fremmest står for en lyd eller en kombination af lyde.
Eksempler på skriftsystemer, som bruger logogrammer, er kinesisk og de egyptiske hieroglyffer.
| Sprog | Spire Denne artikel om sprog er en spire som bør udbygges. Du er velkommen til at hjælpe Wikipedia ved at udvide den. |